# 向斜谷
向斜谷：它是沿向斜轴伸展的河谷，是一种顺地形。向斜谷的两岸谷坡岩层均属顺倾没在不良的岩性和倾角较大的条件下，容易发生顺层滑坡等病害。向斜谷一般都比较开阔。